# Busumuru
Busumuru é uma das mais altas honrarias tradicionais do Império Asante (Asante Twi: Asanteman). Em certo sentido, a honra pode ser comparada a uma inestimável condecoração civil, como a Medalha Presidencial da Liberdade, ou a um título de nobreza.
Otumfuo Osei Tutu II, o Asantehene, conferiu a honra a Kofi Annan em 2002 por "suas contribuições altruístas à humanidade e à promoção da paz em todo o mundo".
Annan foi Secretário-Geral das Nações Unidas entre os anos e 1997 e 2006, tendo recebido, ao lado da ONU, o Prêmio Nobel da Paz.
Tendo Gana como país Natal, Kofi Annan foi o primeiro homem negro e africano a assumir o mais elevado cargo da ONU, laureando toda sua história e carreira como servidor da organização.
Desde a fundação do Império Asante no século XVII, Annan é a única pessoa em sua história registrada a receber tamanha disfunção e honra.